# Iluminura

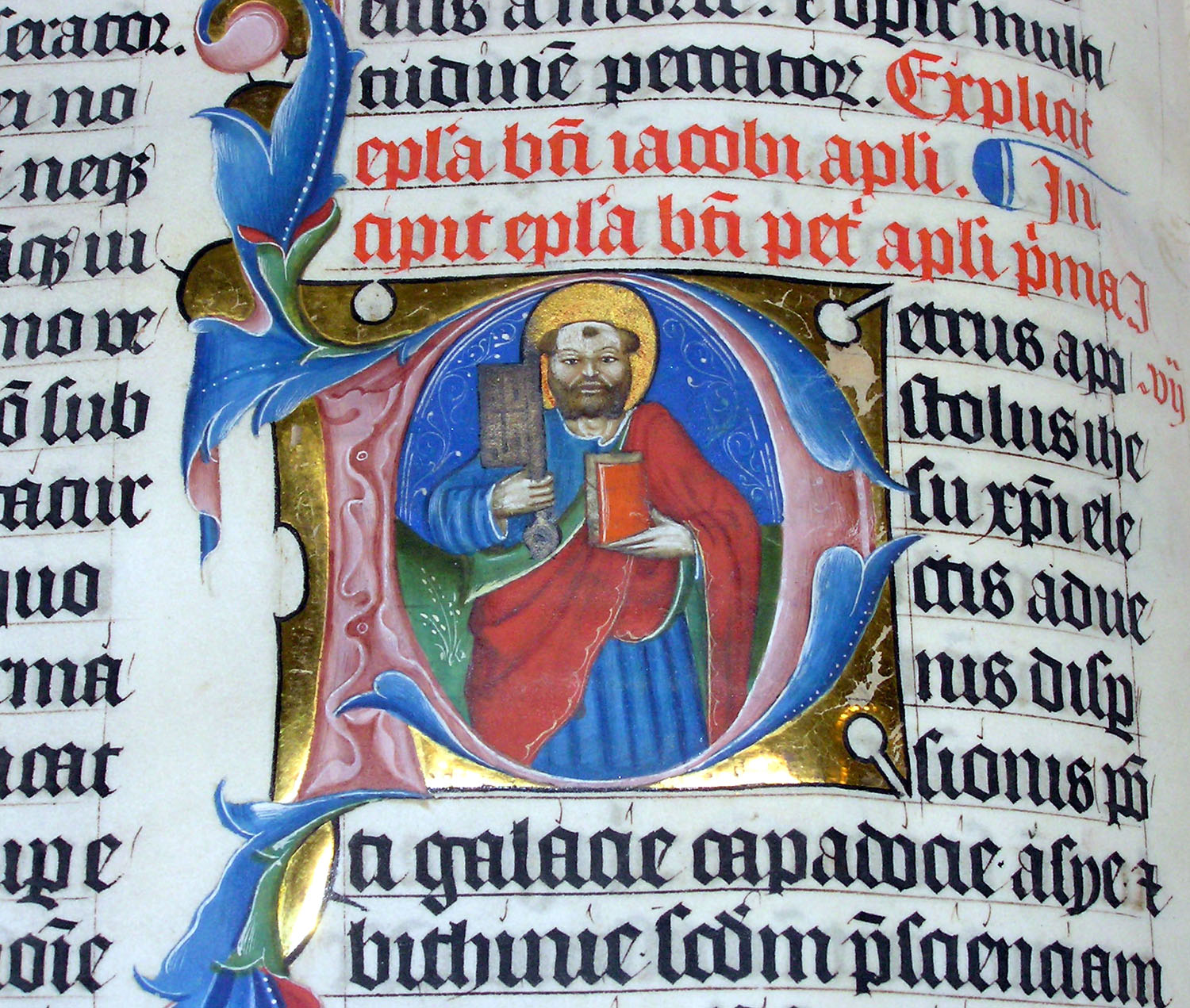
Uma letra "P" capitular iluminada na Bíblia de Malmesbury, um livro manuscrito medieval.

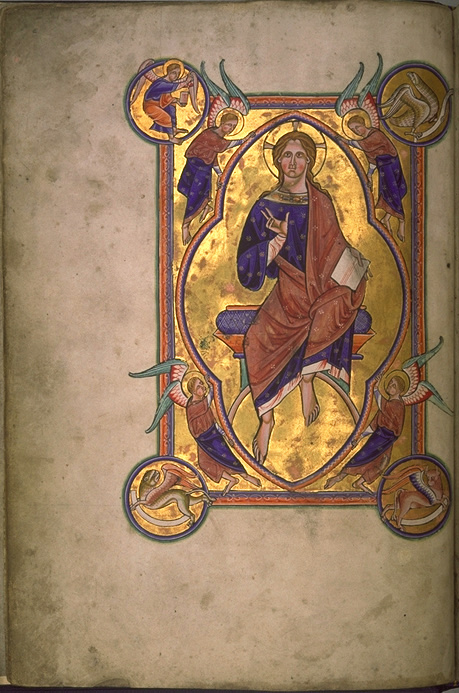
Em sentido estrito, só os manuscritos decorados com ouro ou prata, como esta miniatura de Cristo em Majestade do Bestiário de Aberdeen (folio 4v), poderiam denominar-se iluminados.

Iluminura é a arte ou ato de ornar um texto, página, letra capitular com desenhos, arabescos, miniaturas, grafismos diversos, um tipo de pintura decorativa aplicada, principalmente, às letras capitulares dos códices de pergaminho medievais. O termo aplica-se igualmente ao conjunto de elementos decorativos e representações imagéticas executadas nos manuscritos, chamados, então manuscritos iluminados produzidos principalmente nos conventos e abadias da Idade Média. A sua elaboração era um ofício refinado e bastante importante no contexto da arte do Medievo.
No século XIII, "iluminura" referia-se sobretudo ao uso de douração. Portanto, um manuscrito iluminado seria, no sentido estrito, aquele decorado com ouro (ou prata). Supõe-se que o termo  'iluminura' seja derivado de  'iluminar' (do verbo latino illuminare), por  alusão às cores luminosas e vibrantes dos elementos decorativos, que se destacavam na página escrita.  É possível também que a palavra derive de alume, especificamente em alusão ao alume de potássio (sulfato duplo de alumínio e potássio dodecaidratado, chamado de "lume" no Medievo), que era misturado a corantes vegetais, obtendo-se, assim a laca aluminada, frequentemente  usada nas iluminuras.
A palavra 'iluminura' é frequentemente associada a miniatura,  termo  italiano derivado do latino miniare, que significa pintar com mínio, um pigmento de cor vermelha (podendo corresponder ao cinábrio, isto é, ao sulfeto natural de  mercúrio ou, segundo outras fontes, ao óxido de chumbo).  Uma miniatura designa, em sentido amplo, a representação de uma cena ou de um personagem em um espaço independente da letra inicial (capitular) do manuscrito . O termo sofreu influência semântica da noção de 'pequena dimensão', expressa em latim por minor, óris, minus ("menor") e minìmum ("pequena quantidade"). A arte dos povos bárbaros, que conquistaram o Ocidente e se converteram ao cristianismo, era portátil, baseada em objetos pequenos. Assim, segundo Houaiss, o termo difundiu-se através do francês e do inglês, no século XVI, com predominância do significado "representação em pequenas dimensões".
O estudo da pintura da Idade Média mostra que a iluminura precedeu muitos séculos a pintura de quadros. A esta indiscutível prioridade de tempo agregam-se ainda outras vantagens. A primeira é o número prodigioso de obras vindas a atualidade e, sobretudo, o seu excelente estado de conservação. Somente o mosaico pode rivalizar neste particular com a iluminura. Os frescos atacados pela luz do sol e pela humidade desbotam e fendem-se, a ponto de se perderem completamente. A pintura em tábua desagrega-se sob os efeitos climatéricos e por vezes os parasitas da madeira destroem-na inteiramente. As iluminuras, ao contrário, pintadas sobre pergaminho incorruptível, ao abrigo da luz, em bibliotecas bem fechadas, desafiam os séculos. Se a superfície das tintas guaches estala, por vezes, ligeiramente, a maior parte delas guarda a primitiva frescura e os fundos de ouro brilham como no primeiro dia. O pesquisador moderno que folheia nas bibliotecas estes veneráveis manuscritos encontra-se muitas vezes em presença de documentos virgens que não sofreram nenhum atentado desde os reinos longínquos dos carolíngios. Vê exatamente e sem alteração o que viram os príncipes bibliófilos da Idade Média, como Carlos, o Calvo ou o duque João de Berry.
Os manuscritos iluminados impõem-se à atenção dos historiadores da arte e da civilização, pela variedade dos assuntos. Menos vigiado pelos teólogos, o iluminista medieval podia juntar aos temas religiosos tradicionais cenas familiares que são outros tantos documentos valiosos para a história do mobiliário, trajes e costumes antigos. Daqui nasce que a miniatura foi um verdadeiro campo de experiências da pintura. Um facto surpreendente ainda e que merece a atenção dos estudiosos é que a influência da iluminura, longe de se limitar, como se supõe, à pintura, estendeu-se também à escultura.

## Galeria
- Uma ilustração de página inteira do apóstolo Marcos no Livro de Dimma do século VIII

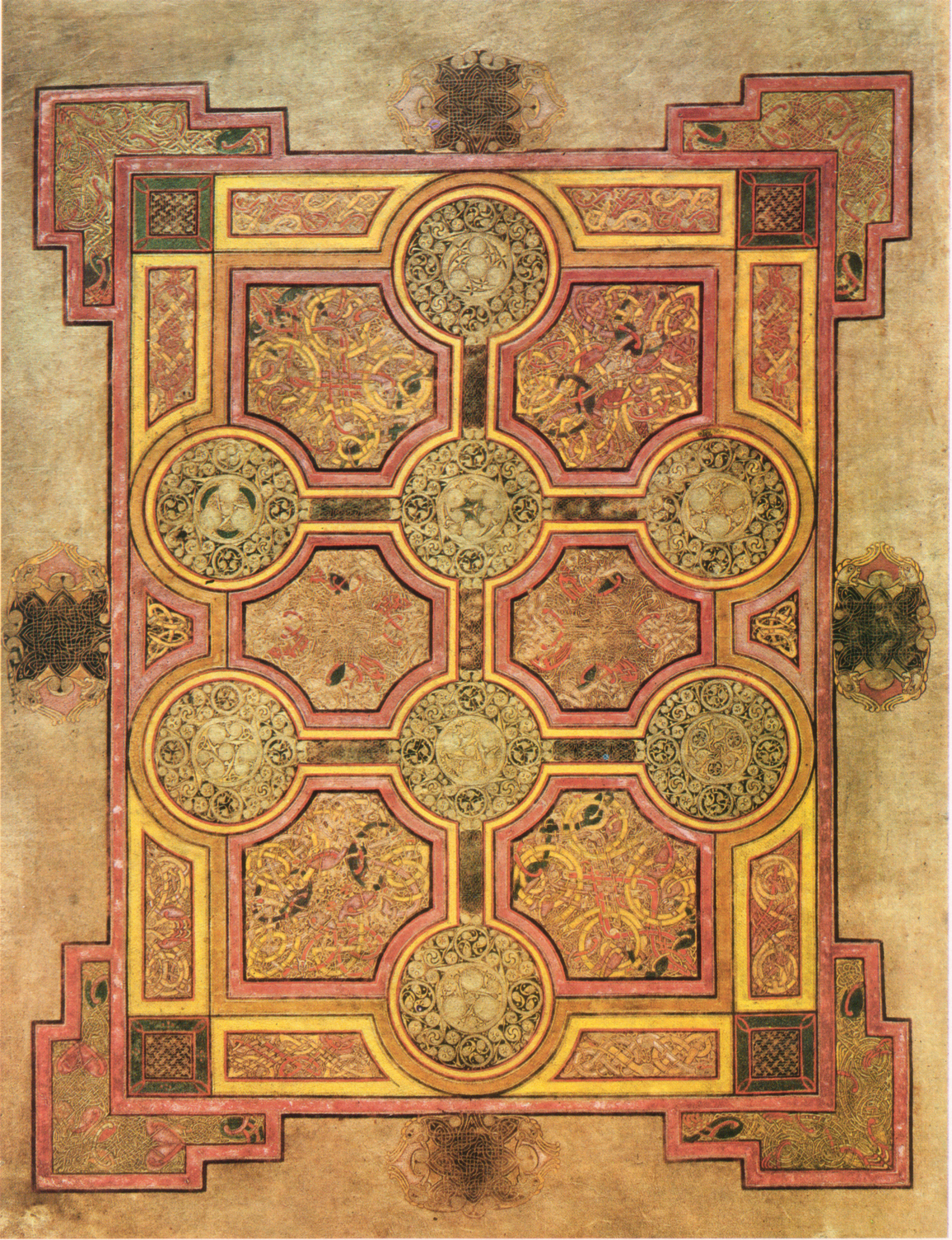
Uma página de tapeçaria com uma cruz com oito medalhões nos Evangelhos de Kells, séculos VIII–IX. século
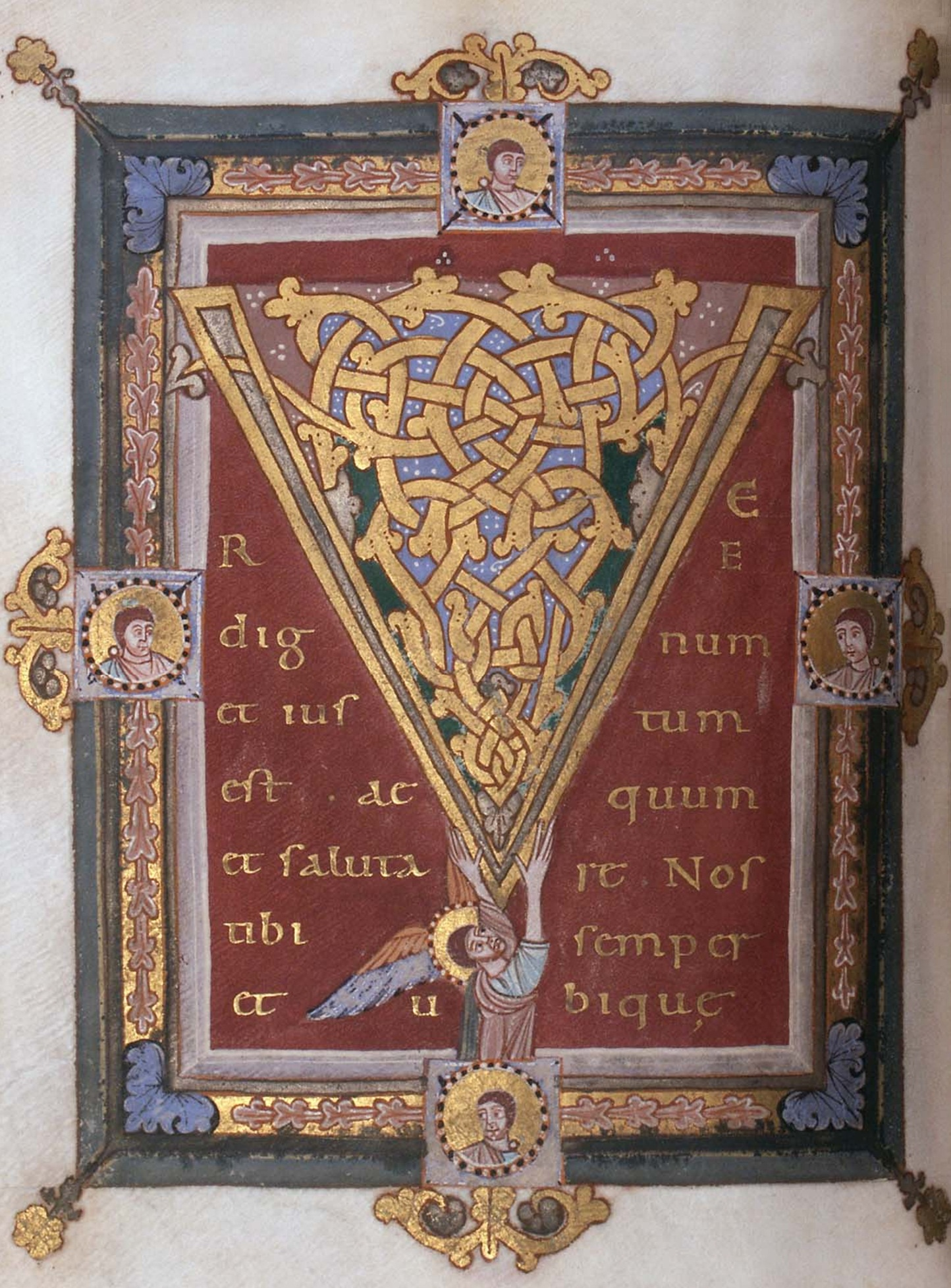
Uma inicial de página inteira no Sacramentário de Tyniec do século X
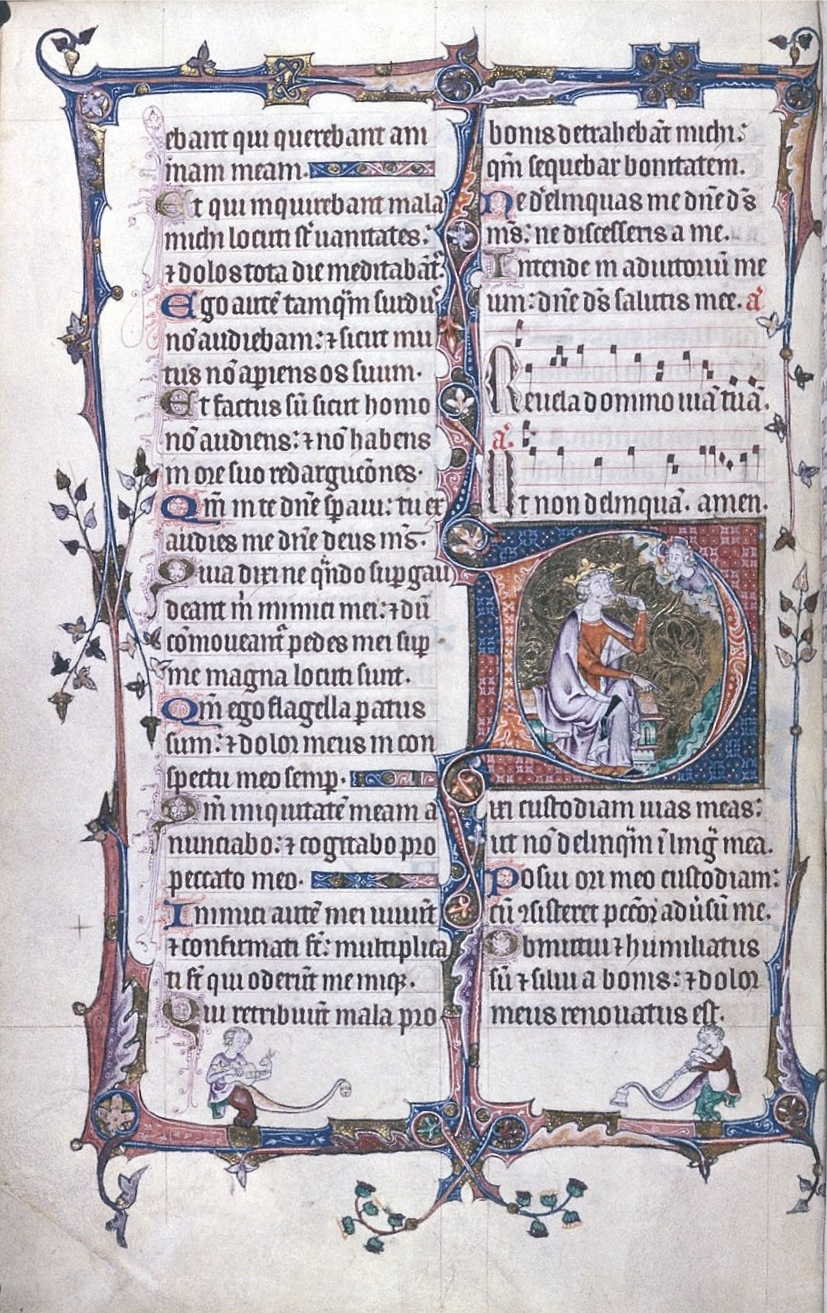
Howard Psalter, um manuscrito iluminado do período gótico do século XIV, com uma ilustração do rei dentro da inicial e drolerii nas margens
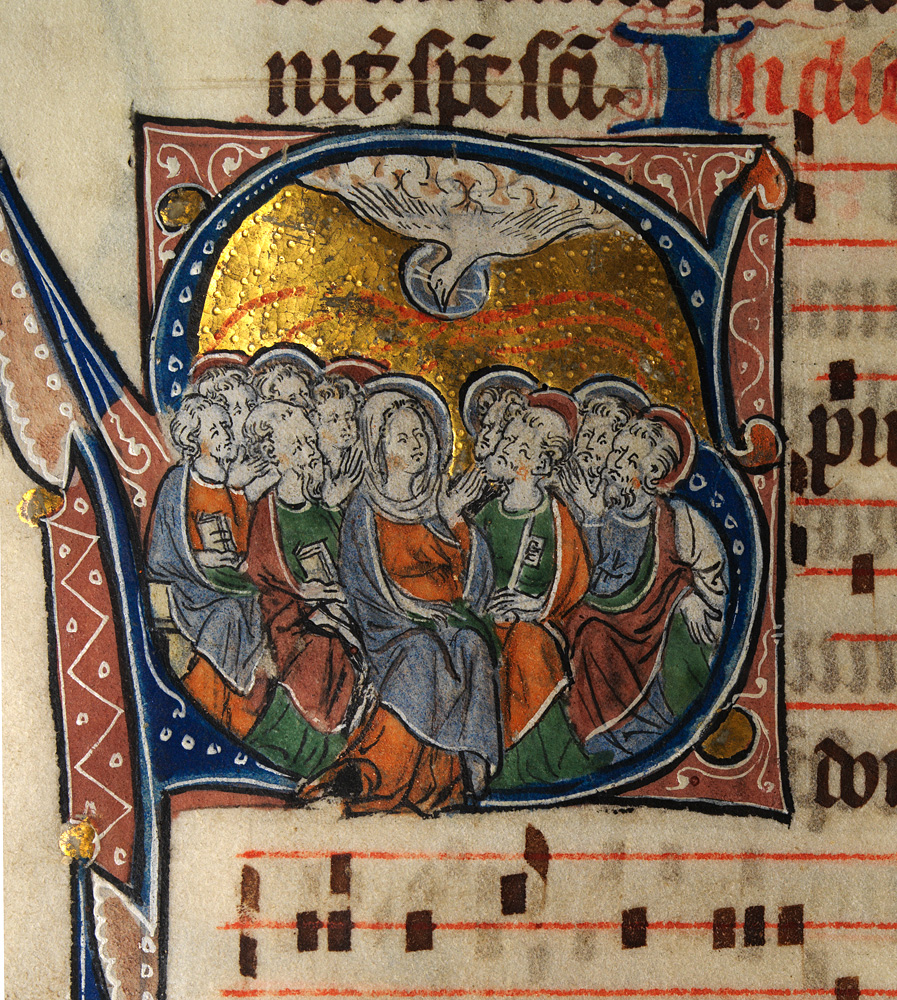
A inicial do hinário litúrgico com fundo dourado representa o derramamento do Espírito Santo. 1310–1320, Inglaterra
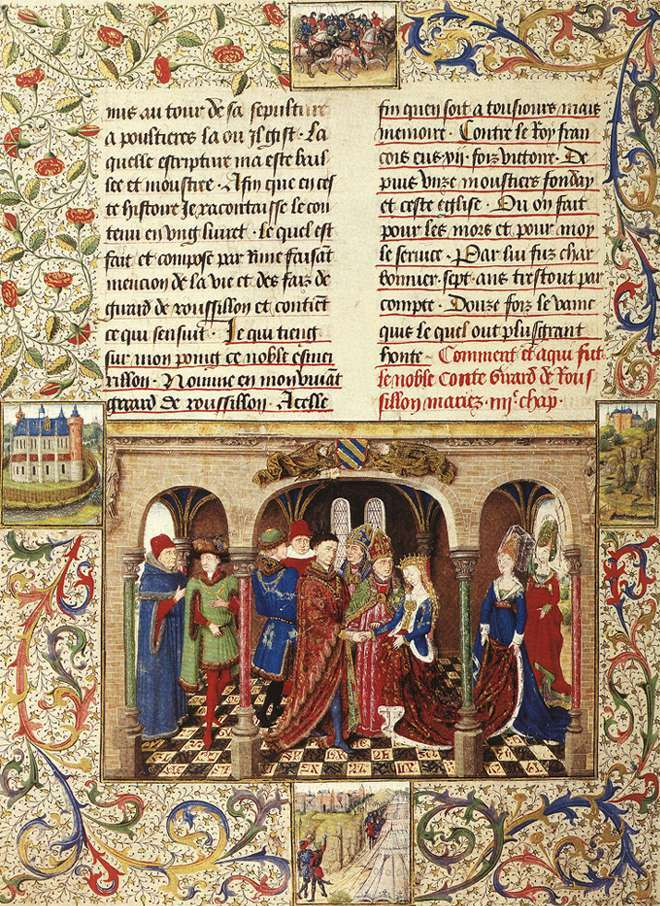
Manuscrito iluminado da obra de ficção "Roman de Girart de Roussillon", cerca de 1450
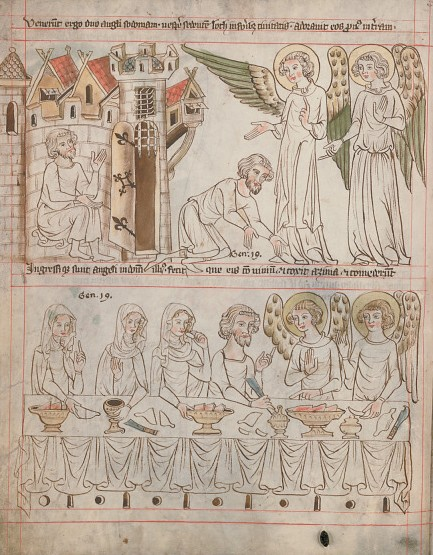
Um exemplo de uma Bíblia ilustrada iluminada com meios decorosos - Bíblia Velislav, 1325–1349